# بخش ماهاساموند
بخش ماهاساموند (به انگلیسی: Mahasamund district) یک منطقهٔ مسکونی در هند است که در Raipur Division واقع شده‌است. بخش ماهاساموند ۳٬۹۰۲ کیلومتر مربع مساحت و ۱٬۰۳۲٬۷۵۴ نفر جمعیت دارد.